# James Jakes

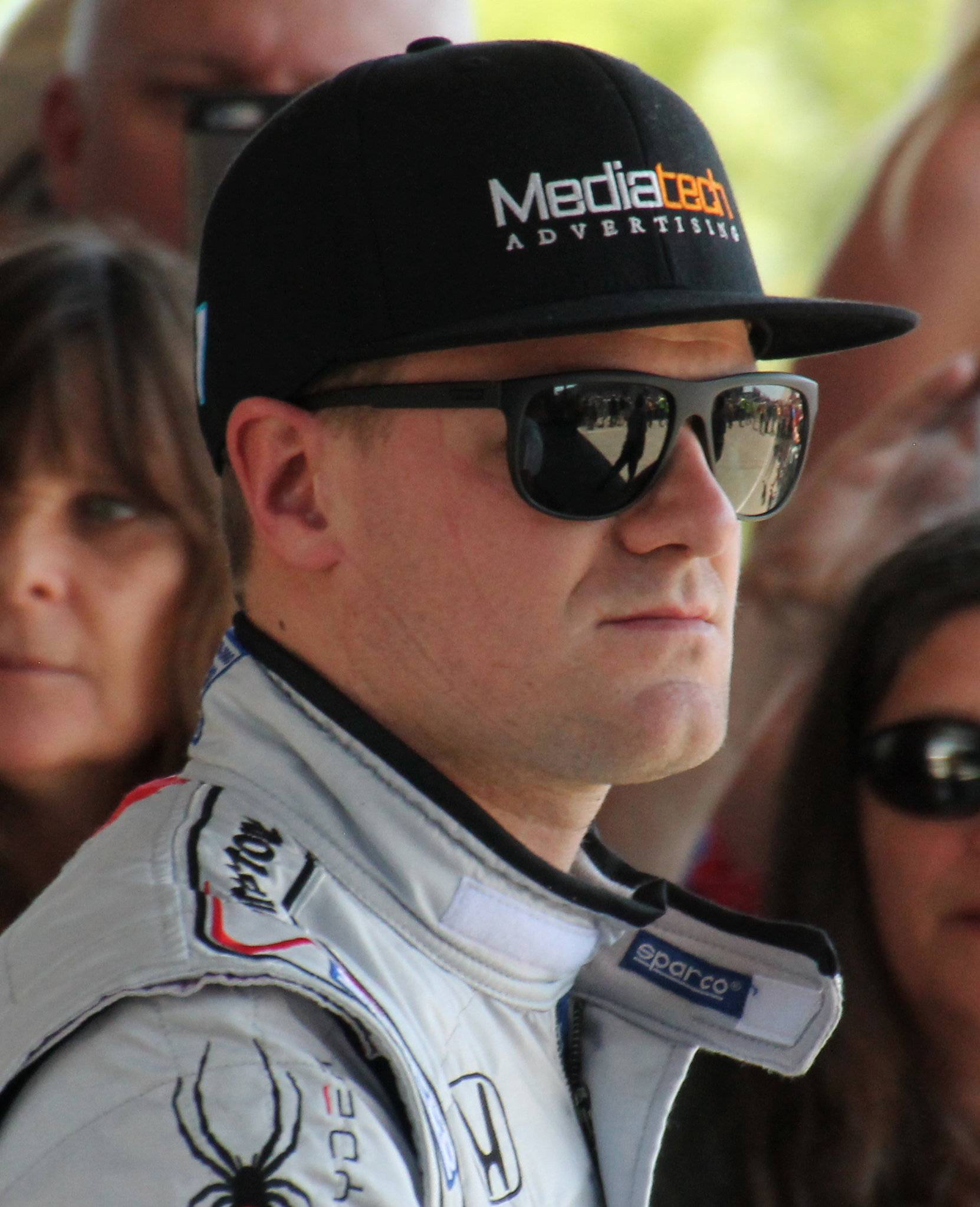
James Jakes, 2015

James Jakes (Leeds, West Yorkshire, 4 augustus 1987) is een Brits autocoureur, die in 2009 in de GP2 Asia Series reed.

## Loopbaan

### T Cars
Jakes startte zijn loopbaan in 2002, toen hij vijf races reed in de T Cars. In 2003 bleef hij hierin rijden en werd tweede in het kampioenschap.

### Formule Renault
In 2004 ging Jakes naar het Britse Formule Renault kampioenschap voor het team Team AKA. Hij werd derde in het kampioenschap van 2005. Zijn twee seizoenen in de Formule Renault hielpen hem aan een nominatie voor de McLaren Autosport BRDC Award van 2005, die uiteindelijk werd gewonnen door Oliver Jarvis.

### Formule 3
Jakes reed een ronde in het Britse Formule 3-kampioenschap in 2005 in de Nationale Klasse. In 2006 ging hij hier fulltime racen voor het team Hitech Racing, waar hij als achtste finishte in het kampioenschap en zesde werd in de Grand Prix van Macau.
In 2007 stapte Jakes over naar de Formule 3 Euroseries voor Manor Motorsport. Hij finishte als vijfde in het kampioenschap met een overwinning op Magny-Cours. In 2008 bleef hij hier en ging racen voor het team van ART Grand Prix, waar hij reed met landgenoot Jon Lancaster, de Fransman Jules Bianchi en de Duitser Nico Hülkenberg. Op een gegeven moment lag hij vijfde in het kampioenschap met een overwinning op Pau, maar viel later terug naar de dertiende plaats in het kampioenschap.

### GP2
In 2008-09 reed hij in de GP2 Asia Series voor het team van Super Nova Racing. In de zomer reed hij in geen enkele klasse, maar in 2009-10 ging hij terug naar de GP2 Asia Series voor Super Nova.

## Race resultaten

### Formule 3 Euroseries resultaten
- Races in vet betekent pole positie / Races cursief betekent snelste ronde

| Jaar | Inschrijving     | Chassis          | Motor    | 1         | 2         | 3        | 4        | 5       | 6       | 7        | 8        | 9        | 10        | 11       | 12       | 13       | 14       | 15      | 16      | 17       | 18        | 19        | 20         | Pos | Punten |
| ---- | ---------------- | ---------------- | -------- | --------- | --------- | -------- | -------- | ------- | ------- | -------- | -------- | -------- | --------- | -------- | -------- | -------- | -------- | ------- | ------- | -------- | --------- | --------- | ---------- | --- | ------ |
| 2006 | Hitech Racing    | Dallara F305/037 | Mercedes | HOC1 1 9  | HOC1 2 8  | LAU 1    | LAU 2    | OSC 1   | OSC 2   | BRH 1 5  | BRH 2 4  | NOR 1    | NOR 2     | NÜR 1    | NÜR 2    | ZAN 1    | ZAN 2    | CAT 1   | CAT 2   | LMS 1    | LMS 2     | HOC2 1    | HOC2 2     | 16  | 7      |
| 2007 | Manor Motorsport | Dallara F305/020 | Mercedes | HOC1 1 11 | HOC1 2 5  | BRH 1 2  | BRH 2 8  | NOR 1 6 | NOR 2 5 | MAG 1 6  | MAG 2 1  | MUG 1 4  | MUG 2 Ret | ZAN 1 8  | ZAN 2 6  | NÜR 1 4  | NÜR 2 7  | CAT 1 4 | CAT 2 7 | NOG 1 18 | NOG 2 Ret | HOC2 1 21 | HOC2 2 Ret | 5   | 42     |
| 2008 | ART Grand Prix   | Dallara F308/049 | Mercedes | HOC1 1 12 | HOC1 2 11 | MUG 1 12 | MUG 2 15 | PAU 1   | PAU 2 6 | NOR 1 25 | NOR 2 13 | ZAN 1 10 | ZAN 2 7   | NÜR 1 24 | NÜR 2 22 | BRH 1 21 | BRH 2 17 | CAT 1 5 | CAT 2 4 | LMS 1 13 | LMS 2 5   | HOC2 1 11 | HOC2 2 Ret | 13  | 19     |

### Complete GP2 Series resultaten
| Jaar | Inschrijving    | 1       | 2       | 3       | 4       | 5       | 6       | 7       | 8       | 9       | 10      | 11      | 12      | 13      | 14      | 15      | 16      | 17      | 18      | 19         | 20         | Pos | Punten |
| ---- | --------------- | ------- | ------- | ------- | ------- | ------- | ------- | ------- | ------- | ------- | ------- | ------- | ------- | ------- | ------- | ------- | ------- | ------- | ------- | ---------- | ---------- | --- | ------ |
| 2010 | Scuderia Coloni | ESP FEA | ESP SPR | MON FEA | MON SPR | TUR FEA | TUR SPR | VAL FEA | VAL SPR | GBR FEA | GBR SPR | GER FEA | GER SPR | HUN FEA | HUN SPR | BEL FEA | BEL SPR | ITA FEA | ITA SPR | ABU FEA 15 | ABU SPR 18 | 31  | 0      |

### GP2 Asia resultaten
- Races cursief betekent snelste ronde

| Jaar    | Inschrijving      | 1           | 2           | 3          | 4         | 5           | 6            | 7         | 8         | 9         | 10          | 11          | 12          | Pos | Punten |
| ------- | ----------------- | ----------- | ----------- | ---------- | --------- | ----------- | ------------ | --------- | --------- | --------- | ----------- | ----------- | ----------- | --- | ------ |
| 2008–09 | Super Nova Racing | CHN FEA Ret | CHN SPR 11  | DUB FEA 12 | DUB SPR C | BHR1 FEA 22 | BHR1 SPR Ret | QAT FEA 9 | QAT SPR 9 | MAL FEA 3 | MAL SPR Ret | BHR2 FEA 10 | BHR2 SPR 14 | 16  | 7      |
| 2009–10 | Super Nova Racing | ABU1 FEA 3  | ABU1 SPR 10 | ABU2 FEA   | ABU2 SPR  | BHR1 FEA    | BHR1 SPR     | BHR2 FEA  | BHR2 SPR  |           |             |             |             | 14  | 6      |
| 2011    | Scuderia Coloni   | ABU FEA 17  | ABU SPR 13  | ITA FEA    | ITA SPR   |             |              |           |           |           |             |             |             | 24  | 0      |

### GP3 Series resultaten
| Jaar | Inschrijving | 1         | 2         | 3         | 4         | 5         | 6         | 7           | 8          | 9         | 10          | 11      | 12      | 13      | 14      | 15         | 16          | Pos | Punten |
| ---- | ------------ | --------- | --------- | --------- | --------- | --------- | --------- | ----------- | ---------- | --------- | ----------- | ------- | ------- | ------- | ------- | ---------- | ----------- | --- | ------ |
| 2010 | Manor Racing | ESP FEA 9 | ESP SPR 7 | TUR FEA 2 | TUR SPR 8 | VAL FEA 8 | VAL SPR 3 | GBR FEA Ret | GBR SPR 11 | GER FEA 2 | GER SPR Ret | HUN FEA | HUN SPR | BEL FEA | BEL SPR | ITA FEA 13 | ITA SPR Ret | 8   | 21     |

### IndyCar Series
| Jaar | Team              | Motor | 1      | 2      | 3      | 4      | 5        | 6       | 7       | 8      | 9      | 10     | 11     | 12     | 13     | 14     | 15     | 16     | 17     | 18    | Pos | Punten |
| ---- | ----------------- | ----- | ------ | ------ | ------ | ------ | -------- | ------- | ------- | ------ | ------ | ------ | ------ | ------ | ------ | ------ | ------ | ------ | ------ | ----- | --- | ------ |
| 2011 | Dale Coyne Racing | Honda | STP 15 | ALA 25 | LBH 15 | SAO 15 | INDY DNQ | TXS1 25 | TXS2 28 | MIL 15 | IOW 25 | TOR 18 | EDM 18 | MDO 23 | NHM 18 | SNM 19 | BAL 27 | MOT 13 | KTY 21 | LVS C | 22  | 189    |
| 2012 | Dale Coyne Racing | Honda | STP 26 | BAR 16 | LBH 11 | SPL 15 | IND 15   | DET 23  | TEX 10  | MIL 21 | IOW 13 | TOR 8  | EDM 25 | OHI 19 | SON 12 | BAL 24 | FON 12 |        |        |       | 22  | 232    |

| Jaren | Teams | Races | Poles | Overwinningen | Podiums (geen overwinning)* | Top 10 (geen podium)** | Indianapolis 500 overwinningen | Kampioenschappen |
| ----- | ----- | ----- | ----- | ------------- | --------------------------- | ---------------------- | ------------------------------ | ---------------- |
| 2     | 1     | 31    | 0     | 0             | 0                           | 2                      | 0                              | 0                |

* Podium (geen overwinning) geeft 2de of 3de plaats aan.
** Top 10 (geen podium) geeft een 4de t/m 10de plaats aan.

#### Indianapolis 500 resultaten
| Jaar | Chassis | Motor | Start | Finish | Team                           |
| ---- | ------- | ----- | ----- | ------ | ------------------------------ |
| 2011 | Dallara | Honda | DNQ   | DNQ    | Dale Coyne Racing              |
| 2012 | Dallara | Honda | 17    | 15     | Dale Coyne Racing              |
| 2013 | Dallara | Honda | 20    | 20     | Rahal Letterman Lanigan Racing |